# Pilotrichum tumidum
Pilotrichum tumidum là một loài rêu trong họ Pilotrichaceae. Loài này được (Dicks. ex Hook.) Brid. mô tả khoa học đầu tiên năm 1827.